# Факултет за дипломатију и безбедност Универзитета Унион — Никола Тесла
Факултет за дипломатију и безбедност (скраћено ФДБ) је високошколска установа која је у својству правног лица у саставу Универзитета Унион — Никола Тесла. Чине га три катедре. Актуелни декан је Радојица Лазић. Налази се на адреси Милорада Екмечића 2 у Београду.

## Катедре
Катедра за дипломатију и безбедност
- Дипломатија и безбедност (ОАС, МАС)
- Корпоративна безбедност (МАС)

Катедра за примењено софтверско инжењерство и информационе технологије
- Софтверско инжењерство и информационе технологије (ОАС)

Катедра за продукцију драмских и аудиовизуелних уметности и медија
- Продукција драмских и аудиовизуелних уметности и медија (ОАС)